# Poeticon astronomicon

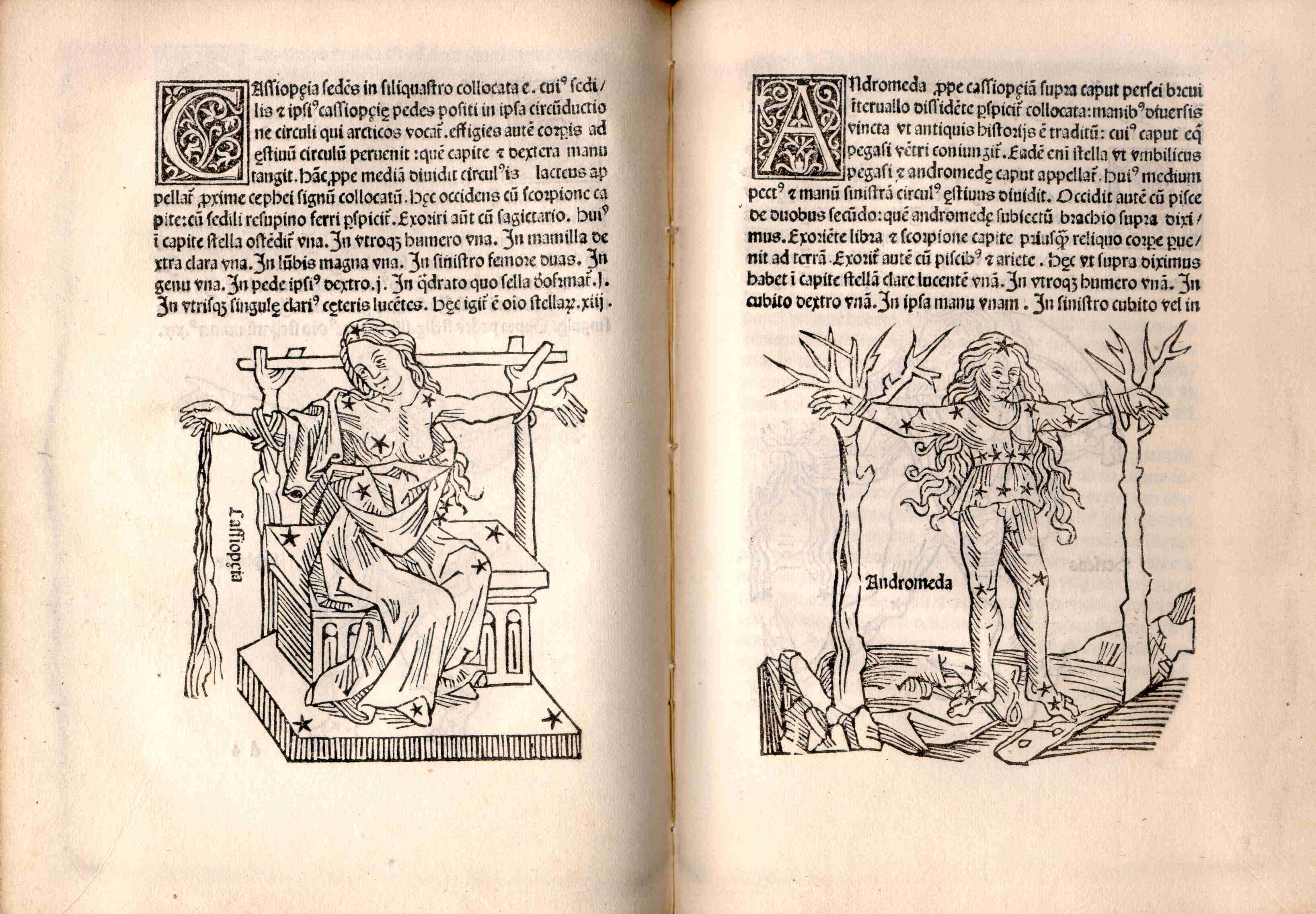
Ilustrace: Kasiopeja a Andromeda

Poeticon astronomicon je hvězdný atlas, jehož autorství se připisuje Hyginovi, jeho skutečný autor není jistý.